# Nig
Nig fou un districte de l'Airarat a l'antiga Armènia, a la part nord-est de la província. El districte de Varazhnuniq depenia de Nig. La capital fou Artavazdan. Limitava a l'est amb el Varazhnuniq que el separava del país dels Sevordiq i Gardman (a la província d'Uti); al nord el districte de Tashrats Sephakanutium al Gugarq; a l'oest el Xirak; i al sud l'Aragadzotn.
Fou possessió dels Gentuni i després dels Pahlavuní.
Asoci IV el Valent va preparar el 1021 un atemptat contra el rei però el seu lloctinent Apirat Pahlavuní, quan anava a portar-lo a terme, va tenir pietat del rei caigut en un parany i el va alliberar. Apirat, home de confiança d'Asoci, es va haver de retirar a Dvin amb l'emir shaddàdida Abul Uswar de Dvin i Gandja, que algun temps després el va fer matar (els seus fills Abdeljahap i Vasaces foren salvats pell lloctinent Sari i portats a Ani on el rei els va tornar els feus hereditaris del pare al districte de Nig). Vasaces fou nomenat gran sparapet (generalíssim).
Poc temps després Armènia va patir l'atac dels dailemites o musafírides, i el gran sparapet Vasaces Pahlavuní i el seu fill Gregori (més tard conegut com a Gregori Magistros) els van fer front al districte de Nig. El pare, avançat amb poques forces, va escapar ferit de la lluita i fou mort per un malefactor quan descansava de camí de tornada a les seves línies.